# Eugene V. Debs
Eugene Victor "Gene" Debs (5 de novembro de 1855 – 20 de outubro de 1926) foi um líder sindical americano, um dos membros fundadores da Industrial Workers of the World (IWW ou Wobblies), e cinco vezes candidato do Partido Socialista da América para Presidente dos Estados Unidos. Através de suas candidaturas presidenciais, bem como pelo seu trabalho com movimentos trabalhistas, Debs veio a tornar-se um dos mais conhecidos socialistas a viverem nos Estados Unidos.
Logo no início de sua carreira política, Debs era membro do Partido Democrático. Ele foi eleito como democrata para a Assembleia Geral de Indiana, em 1884. Depois de trabalhar com vários sindicatos menores, incluindo a Brotherhood of Locomotive Firemen, Debs foi fundamental na fundação da American Railway Union (ARU), um dos primeiros sindicatos industriais do país. Depois que trabalhadores da Pullman Palace Car Company organizaram uma greve selvagem sobre cortes salariais no verão de 1894, Debs inscreveu muitos para o ARU. Ele convocou um boicote da ARU a trens com carros Pullman, em que se tornou uma greve nacional, afetando a maioria das linhas a oeste de Detroit, e mais de 250 mil trabalhadores em 27 estados. Para manter o correio em circulação, o presidente Grover Cleveland usou o Exército dos Estados Unidos para quebrar a greve. Como líder da ARU, Debs foi condenado por acusações federais por desafiar uma liminar contra a greve e cumpriu seis meses na prisão.
Na prisão, Debs leu várias obras de teoria socialista e saiu seis meses depois, como um aderente comprometido ao movimento internacional socialista. Debs foi um dos membros fundadores da Social-Democracia da América (1897), do Partido Social-Democrata da América (1898), e o Partido Socialista da América (1901).
Debs concorreu como candidato socialista para a Presidência dos Estados Unidos  por cinco vezes, incluindo 1900 (ganhando  0,63% dos votos populares), 1904 ( 2,98%), 1908 (2,83%), 1912 (5,99%) e 1920 (3,41%), a última vez de uma cela de prisão. Ele também foi candidato ao Congresso dos Estados Unidos por seu estado natal, Indiana, em 1916.
Debs era conhecido por sua oratória, e seu discurso denunciando a participação  americana na I Guerra Mundial levou à sua segunda prisão em 1918. Ele foi condenado sob o Sedition Act de 1918 e condenado a uma pena de 10 anos. O presidente Warren G. Harding comutou sua pena em dezembro de 1921. Debs foi indicado ao Prêmio Nobel da Paz em 1924. Ele morreu em 1926, não muito tempo depois de ser internado em um sanatório devido a problemas cardiovasculares que se desenvolveram durante seu tempo na prisão. Ele já foi citado como fonte de inspiração para inúmeros políticos.